# Sentier des Merisiers
Ne pas confondre avec la route des Merisiers située dans le bois de Vincennes.
Le sentier des Merisiers est une voie du 12e arrondissement de Paris. Il s’agit de l’une des voies les plus étroites de la ville, avec une largeur moyenne d'environ 1 mètre.

## Situation et accès
Le sentier des Merisiers est une voie publique de l’est du 12e arrondissement du quartier du Bel-Air. Longue de 100 m, elle relie le 101, boulevard Soult au 3, rue du Niger. Au sud-est, le sentier débute directement sur le trottoir du boulevard Soult, entre les immeubles, en direction du nord-ouest et de façon oblique par rapport au boulevard. Après un premier coude, le sentier oblique une seconde fois vers le nord et termine perpendiculairement à la rue du Niger, un peu à l’est du début de la villa du Bel-Air.
La principale caractéristique du sentier des Merisiers est sa largeur : avec une largeur minimale de 87 centimètres, il constituerait la voie la plus étroite de Paris. Le passage de la Duée, dans le 20e arrondissement, mesurait toutefois 80 cm de largeur, avant que sa partie droite ne soit aujourd'hui détruite et réaménagée. La mairie de Paris mentionne que la rue du Chat-qui-Pêche est la plus étroite de la ville avec un minimum de 1,80 m de large, bien que la nomenclature officielle des voies de Paris mentionne de nombreuses voies moins larges.

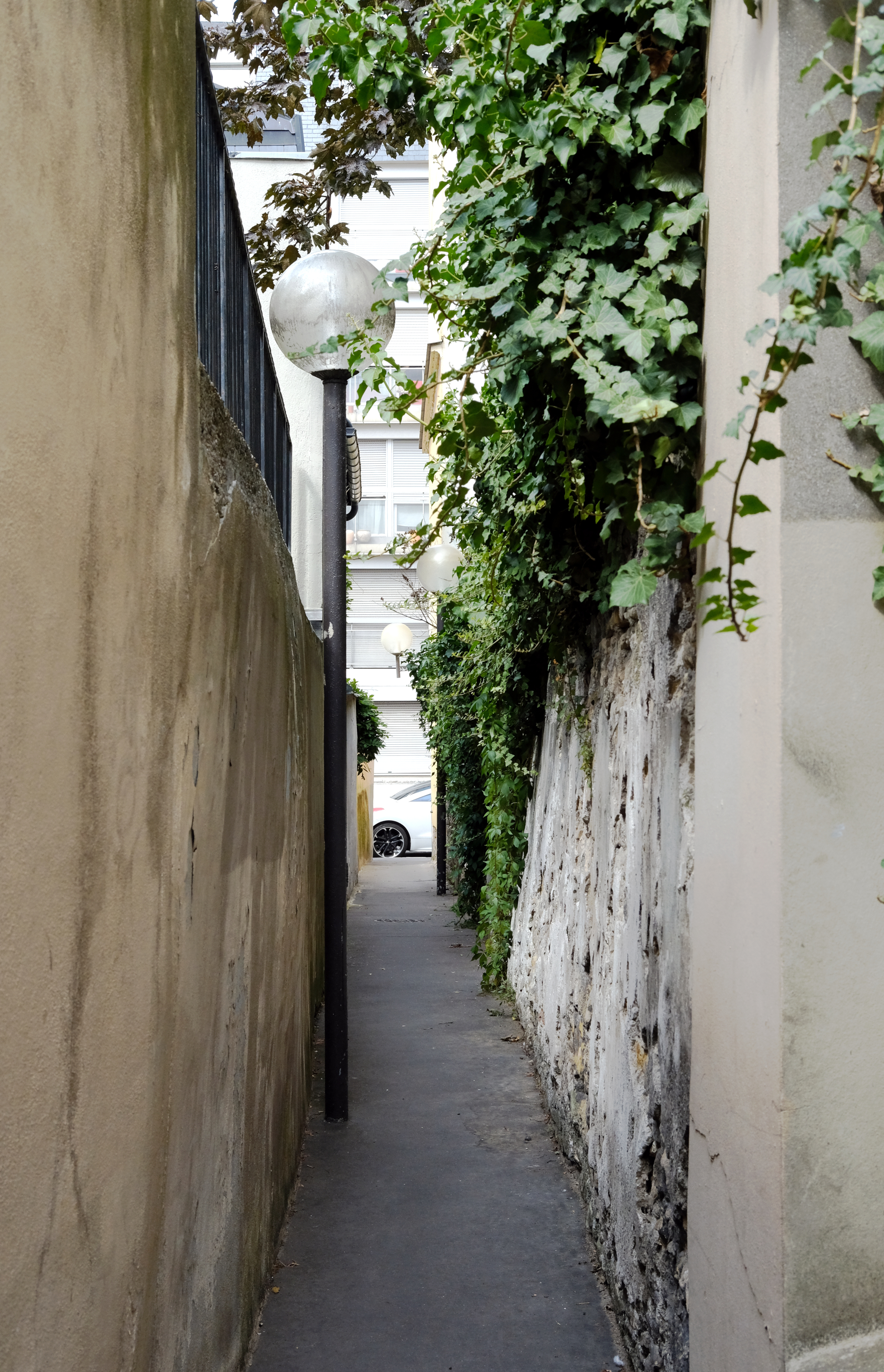
Du côté de la rue du Niger.
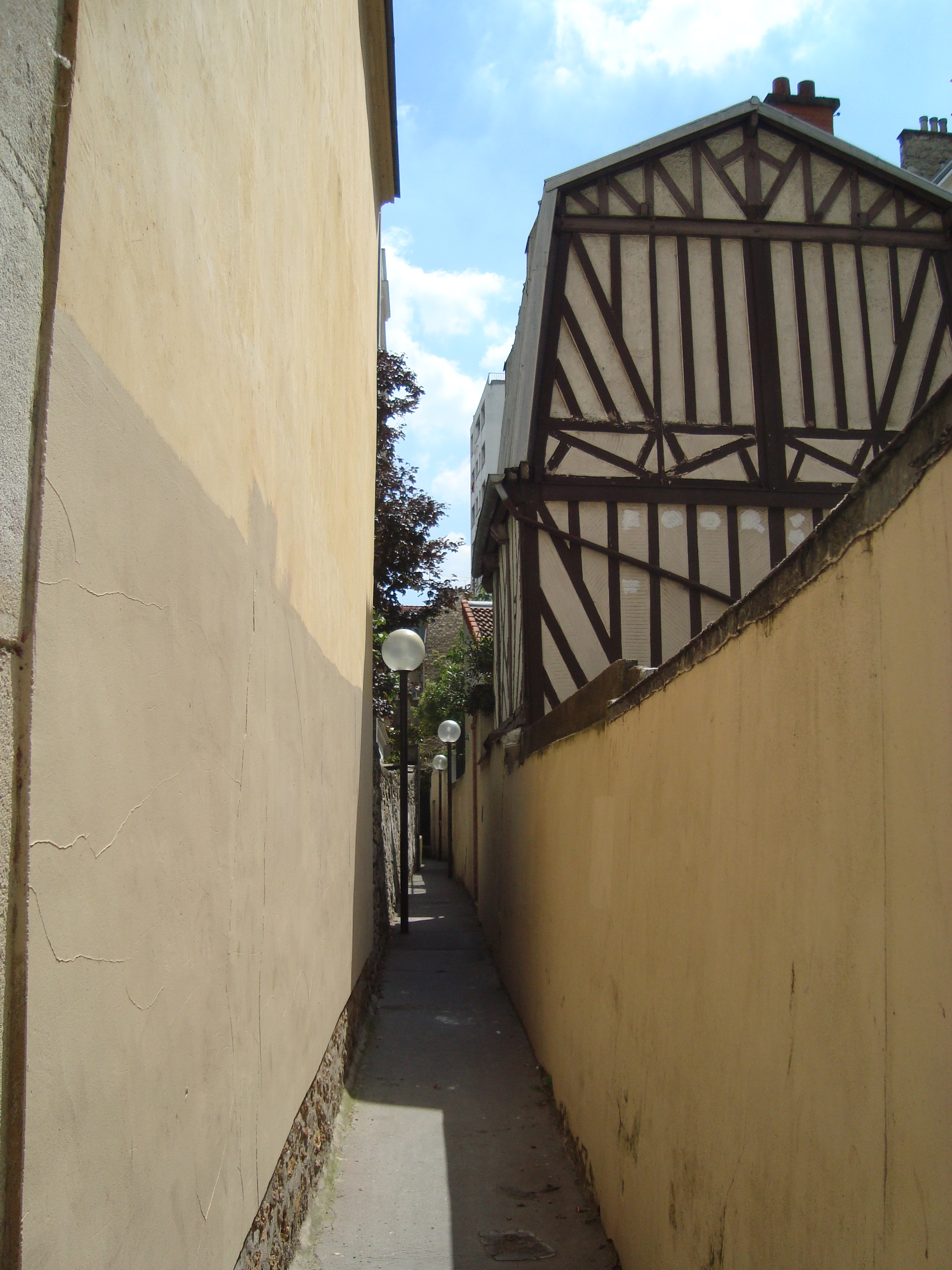
Vue du sentier depuis l'entrée sur la rue du Niger. La maison à colombages est visible.
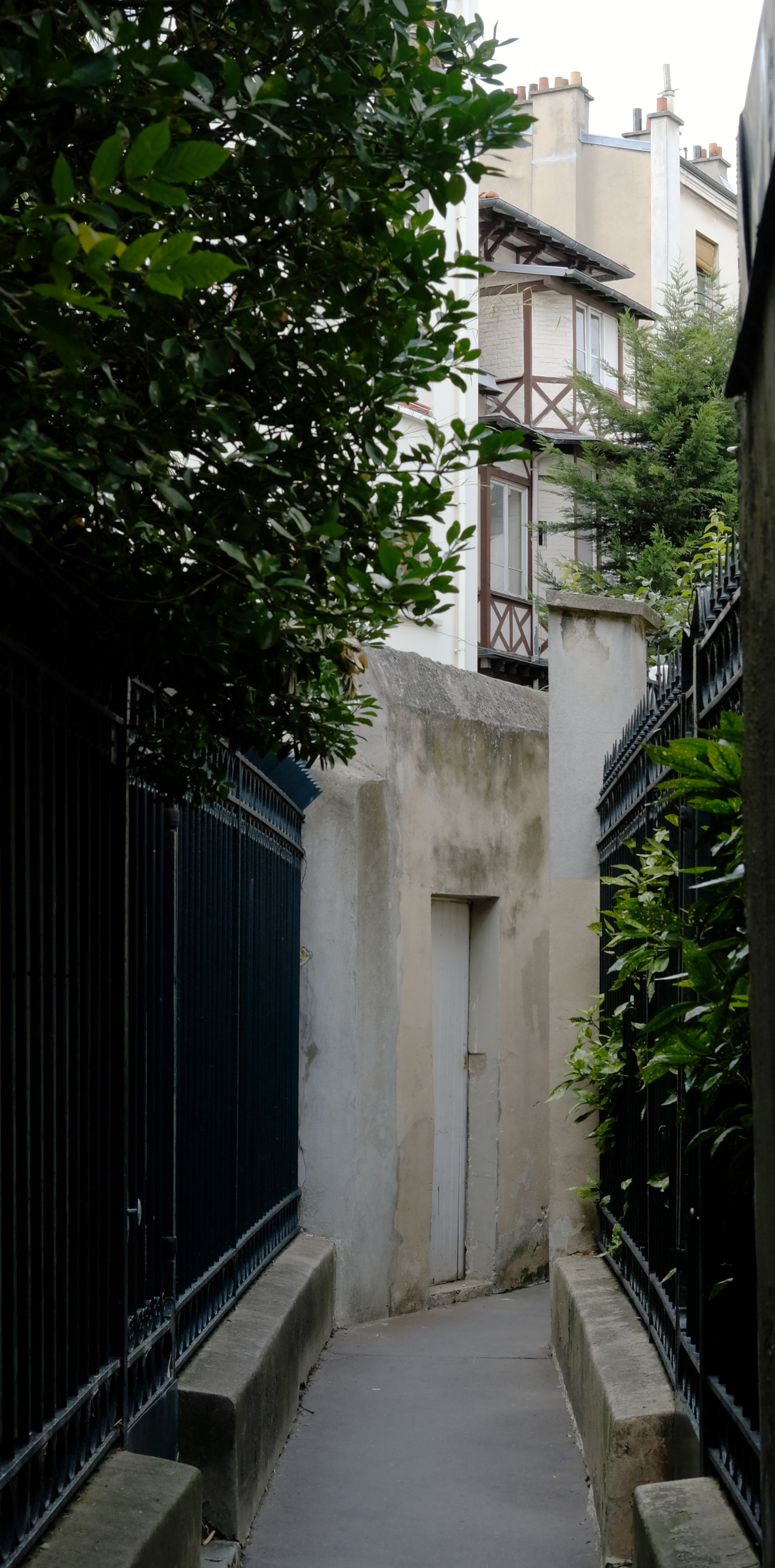
La partie centrale du sentier, avec l'un des coudes visible.
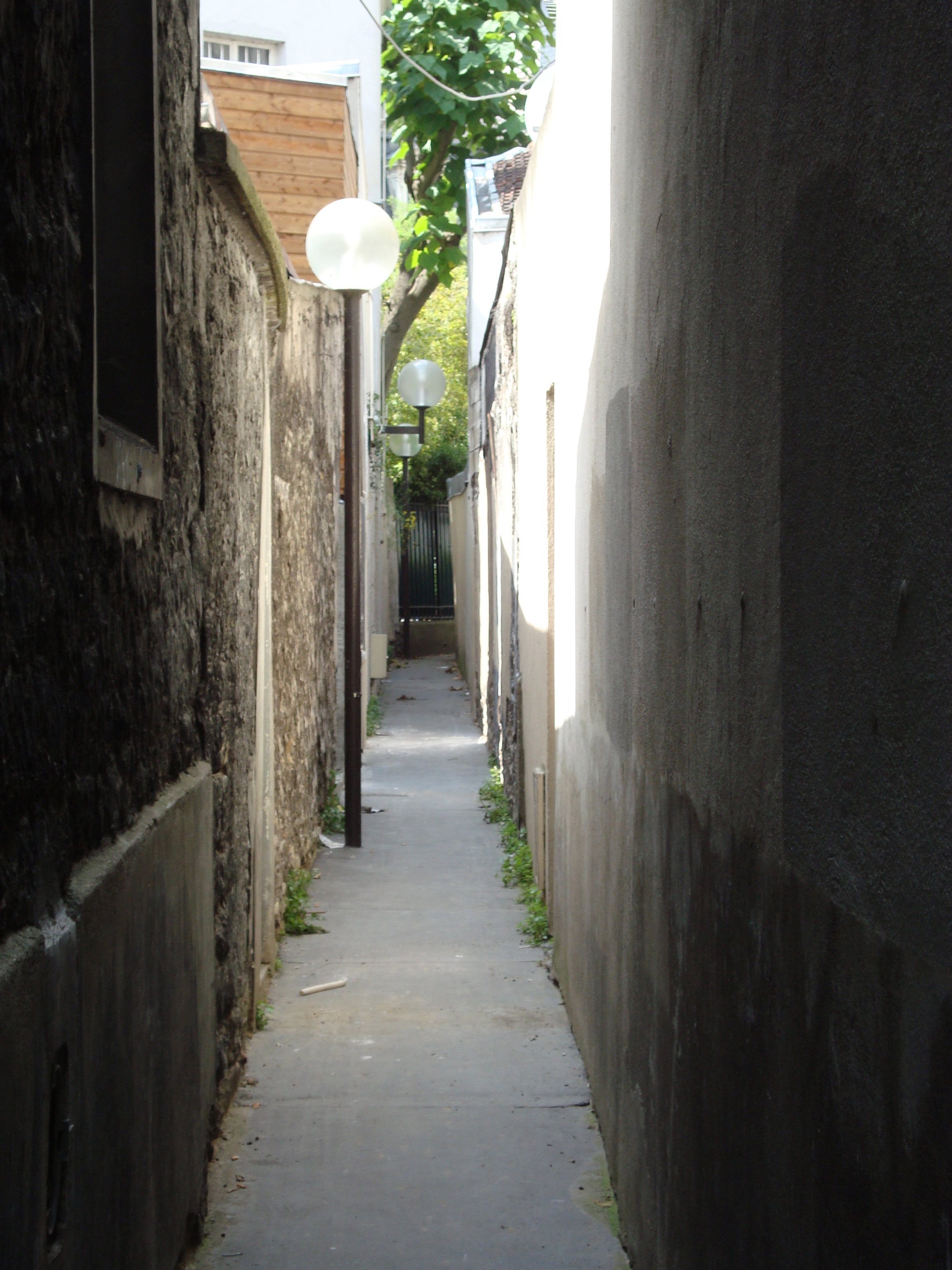
Vue du sentier des Merisiers depuis l'entrée sur le boulevard Soult.
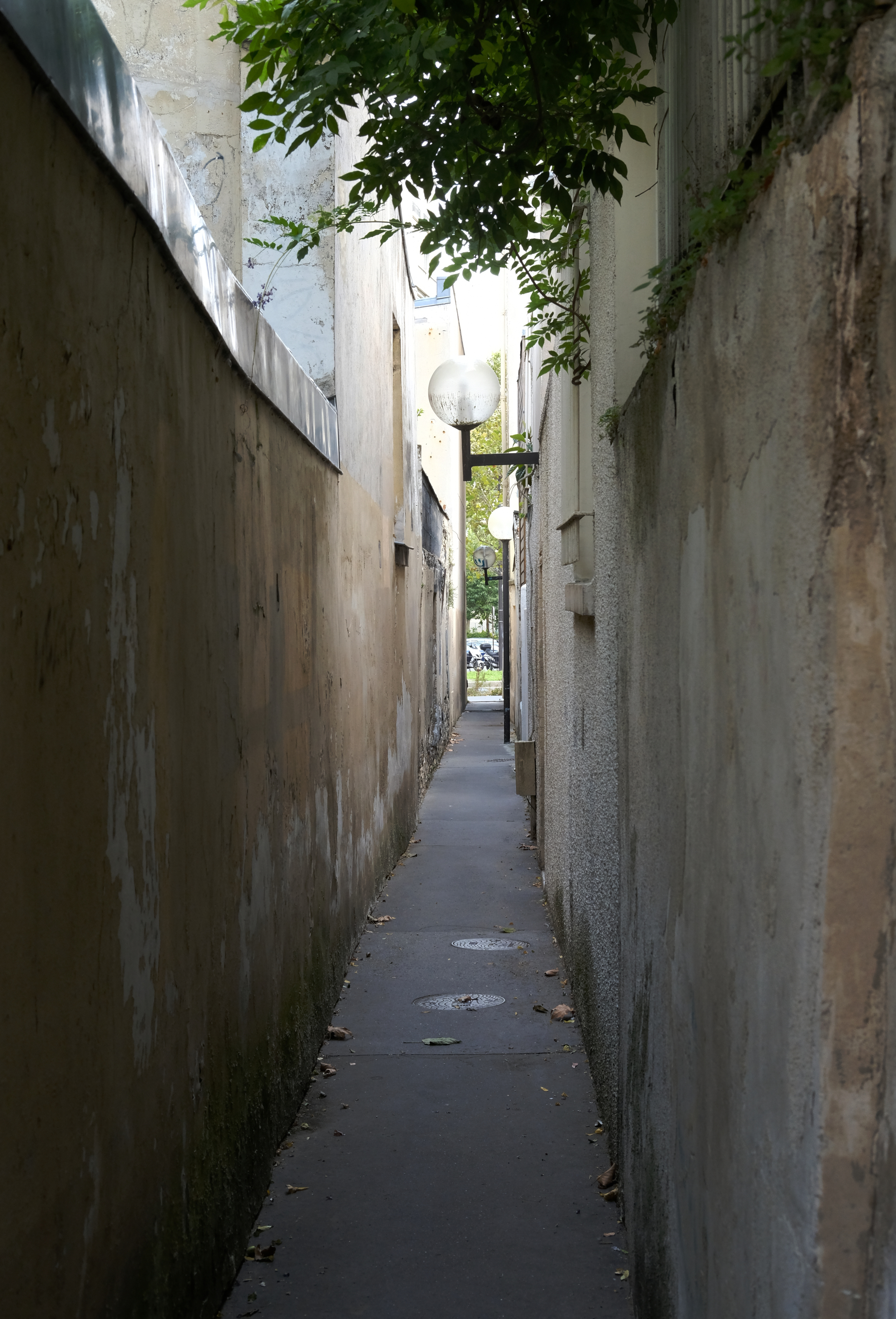
Vue du sentier des Merisiers en direction du boulevard Soult.

Le sentier donne accès aux jardins des maisons et immeubles qui le bordent, dont une maison à colombages atypique à Paris.

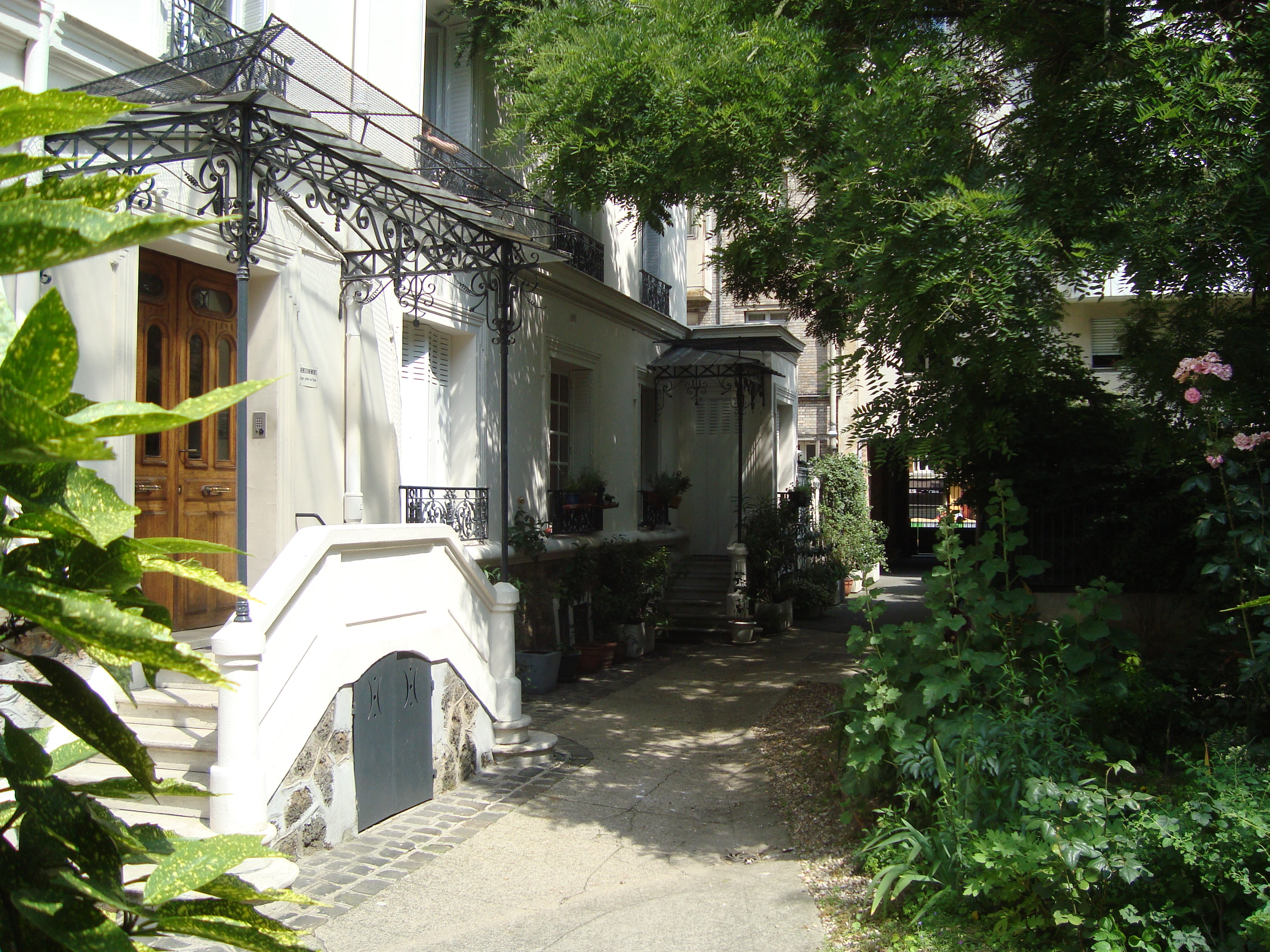
Jardin de l'un des immeubles donnant sur le sentier.
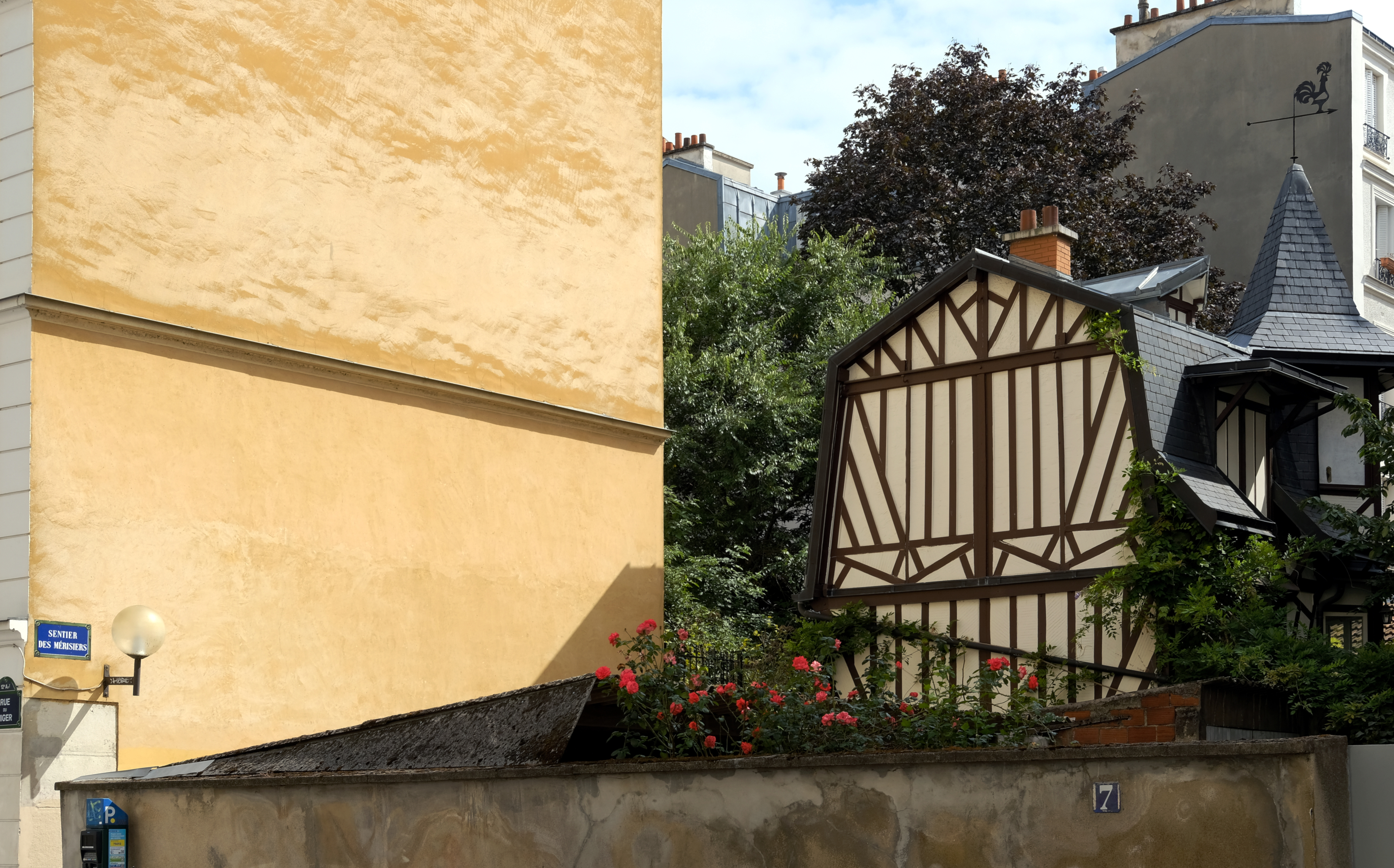
Maison à colombages vue depuis la rue du Niger.

Le sentier des Merisiers est accessible par la ligne 3a du tramway à la station Alexandra David-Néel.

## Origine du nom
Il doit son nom soit aux merisiers qui le bordaient à l’époque, soit à l’appellation du lieu-dit des Mézières sur les plans de 1850-1860. 

## Historique
Le sentier qui est ouvert vers 1857, sur le territoire de la commune de Saint-Mandé, au niveau du bastion no 8 de l’enceinte de Thiers, est classé dans la voirie parisienne par décret du 23 mai 1863. 
Autrefois mal éclairé, avec un aspect un peu coupe-gorge, ce passage a longtemps été évité par les habitants du quartier[réf. nécessaire]. Dans les années 1980, un éclairage plus performant a été installé.

## Mentions littéraires
En 2000, Denis Tillinac fait une description de ses émotions et sensations lors de son passage dans le sentier des Merisiers, qu'il décrit dans son livre Boulevards des Maréchaux. Quelques années auparavant, Patrick Modiano en avait fait une simple mention parmi d'autres voies du quartier dans son roman Dora Bruder (1997).
Le sentier est très souvent cité dans les livres de promenades parisiennes comme l'un des plus bucoliques et charmants de Paris.